# Ahotsak
Ahotsak (Voces) es una plataforma de mujeres por la paz en el País Vasco creada en marzo de 2006 tras el anuncio del alto el fuego de ETA, con el objetivo de deslegitimar la violencia y reivindicar el diálogo y el desarrollo de proyectos políticos por medios exclusivamente pacíficos y democráticos. 

## Impulsoras
Sus impulsoras fueron un grupo de mujeres parlamentarias y políticas entre las que estaban Gemma Zabaleta (PSE), Jone Goirizelaia (Batasuna),  Kontxi Bilbao (EB), Ainhoa Aznárez (PSN), Nekane Alzelai (EA), Elixabete Piñol (PNV), Gemma González de Txabarri (PNV) e Itzíar Gómez (Aralar).
Durante el año 2006 la plataforma realizó diferentes actos con el objetivo de sumar a mujeres de diferentes ideologías y sensibilidades de Euskadi, Navarra y el País Vasco francés y se reunió con colectivos del movimiento feminista vasco y grupos de mujeres políticas de otras comunidades autónomas españolas. En mayo de 2006 se presentó en Cataluña la Plataforma Dones Catalanes per Ahotsak integrada por 300 mujeres entre ellas la jurista Gemma Calvet y políticas como Lourdes Muñoz (PSC), Imma Mayol (ICV), Carme Porta (ERC), Mercè Pigem (CiU) para apoyar la iniciativa de las mujeres vascas.

## Filosofía y manifiesto
La filosofía del colectivo se plasmó en un documento firmado por más de 5000 mujeres presentado en un acto público en el Palacio Euskalduna de Bilbao el 2 de diciembre de 2006 en el que, además de aceptar el carácter político del conflicto, reivindicaron la participación de las mujeres en su resolución, en la medida en que ellas también forman parte del conflicto y proclamaron la necesidad de una solución política y democrática, así como el derecho a decidir de la ciudadanía vasca.
Reconocían que el proceso abierto en Euskadi no pasaba por su mejor momento, por lo que abogaban por buscar puntos de encuentro, reconocer en el otro la parte de verdad que le asiste y asumir la perspectiva de género como premisa insoslayable. Las mujeres constituimos la mitad de toda la comunidad, por lo tanto, debemos ser también la mitad de la solución, apuntaba el documento que reclamaba un papel activo, pleno e igual que los hombres, como única vía de sentar los cimientos de una paz duradera y contribuir a la creación de una sociedad más justa, más democrática y más igualitaria.
Ahotsak presentó su propuesta como la que hasta el momento había obtenido el mayor consenso político, sindical, social y territorial. No contaron con el apoyo de miembros del PP ni de UPN. 
No resultó fácil la posición de las mujeres socialistas integrantes de la plataforma en el interior de sus propias formaciones a pesar de apoyar el proceso de paz iniciado por el entonces presidente del gobierno José Luis Rodríguez Zapatero. Sectores de su partido les criticaron por "aparecer acompañadas de destacadas figuras del mundo de Batasuna"  y mostrarse partidarias de una solución dialogada del conflicto vasco.